# Вайт-Бер-Лейк (Міннесота)
Вайт-Бер-Лейк (англ. White Bear Lake) — місто (англ. city) в США, в округах Ремсі і Вашингтон штату Міннесота. Населення — 24 883 особи (2020).

## Географія
Вайт-Бер-Лейк розташований за координатами 45°3′55″ пн. ш. 93°0′46″ зх. д. / 45.06528° пн. ш. 93.01278° зх. д. (45.065214, -93.012871).  За даними Бюро перепису населення США в 2010 році місто мало площу 22,43 км², з яких 20,76 км² — суходіл та 1,66 км² — водойми.

## Демографія
Згідно з переписом 2010 року, у місті мешкало 23 797 осіб у 9945 домогосподарствах у складі 6304 родин. Густота населення становила 1061 особа/км².  Було 10479 помешкань (467/км²).
Расовий склад населення:
| - 90,1 % — білих - 3,5 % — азіатів - 2,5 % — чорних або афроамериканців - 0,4 % — корінних американців |

До двох чи більше рас належало 2,5 %. Частка іспаномовних становила 3,3 % від усіх жителів.
За віковим діапазоном населення розподілялося таким чином: 21,7 % — особи молодші 18 років, 61,5 % — особи у віці 18—64 років, 16,8 % — особи у віці 65 років та старші. Медіана віку мешканця становила 40,6 року. На 100 осіб жіночої статі у місті припадало 93,3 чоловіків;  на 100 жінок у віці від 18 років та старших — 89,0 чоловіків також старших 18 років.
Середній дохід на одне домашнє господарство  становив 77 399 доларів США (медіана — 62 205), а середній дохід на одну сім'ю — 91 821 долар (медіана — 73 094). Медіана доходів становила 51 396 доларів для чоловіків та 43 984 долари для жінок. За межею бідності перебувало 5,7 % осіб, у тому числі 7,4 % дітей у віці до 18 років та 3,4 % осіб у віці 65 років та старших.
Цивільне працевлаштоване населення становило 12 400 осіб. Основні галузі зайнятості: освіта, охорона здоров'я та соціальна допомога — 23,7 %, виробництво — 12,9 %, науковці, спеціалісти, менеджери — 10,7 %, роздрібна торгівля — 10,5 %.